# Temporada da ProB de 2017–18
A Temporada da ProB de 2017–18 é a 11.ª edição da competição de terciária do basquetebol masculino da Alemanha segundo sua piramide estrutural. É organizada pela 2.Bundesliga GmbH sob as normas da FIBA e é dividida em ProB Sul e ProB Norte.

## Clubes Participantes
| ProB                       | ProB              | ProB                     | ProB        |
| Grupo Norte                | Grupo Norte       | Grupo Sul                | Grupo Sul   |
| Clube                      | Localização       | Clube                    | Localização |
| -------------------------- | ----------------- | ------------------------ | ----------- |
| Artland Dragons            | Quakenbrück       | Giants Leverkusen        | Leverkusen  |
| Baskets Akademie Weser     | Oldemburgo        | BBC Coburg               | Coburgo     |
| ETB SW Essen               | Essen             | Iserlohn Kangaroos       | Iserlohn    |
| FC Schalke 04              | Gelsenkirchen     | Dragons Rhöndorf         | Bad Honnef  |
| RSV Eintracht Stahnsdorf   | Stahnsdorf        | Dresden Titans           | Dresda      |
| Itzehoe Eagles             | Itzehoe           | EN Baskets Schwelm       | Schwelm     |
| Lok Bernau                 | Bernau bei Berlin | FC Bayern München II     | Munique     |
| MTV Herzöge Wolfenbüttel   | Volfembutel       | Fraport Skyliners Junior | Francoforte |
| Rostock Seawolves          | Rostock           | Gieẞen 46ers II          | Gieẞen      |
| Cux Baskets                | Cuxhaven          | Kit SC Gequos            | Carlsrue    |
| SC Rist Wedel              | Wedel             | Scanplus Baskets         | Elchingen   |
| VfL SparkassenStars Bochum | Bochum            | TG s.Oliver Würzburg     | Wurtzburgo  |

## Formato
A competição é disputada por 24 equipes divididas em dois torneios distintos de temporada regular, Sul e Norte, onde as equipes se enfrentam com jogos sendo mandante e visitante, determinando ao término desta as colocações do primeiro ao último colocados. Prevê-se a promoção à 2.Bundesliga ProA aos dois finalistas dos playoffs.

## Temporada Regular

### Tabela de Classificação

#### Norte
| Pos. | Clube                      | J  | V  | D  | Pts. | PF   | PC   | Dif. | Classificação |
| ---- | -------------------------- | -- | -- | -- | ---- | ---- | ---- | ---- | ------------- |
| 1    | Artland Dragons            | 22 | 16 | 6  | 32   | 1753 | 1643 | 110  | Playoffs      |
| 2    | FC Schalke 04              | 22 | 16 | 6  | 32   | 1718 | 1625 | 93   | Playoffs      |
| 3    | Rostock Seawolves          | 22 | 14 | 8  | 28   | 1752 | 1611 | 141  | Playoffs      |
| 4    | VfL SparkassenStars Bochum | 22 | 13 | 9  | 26   | 1750 | 1700 | 50   | Playoffs      |
| 5    | Lok Bernau                 | 22 | 13 | 9  | 26   | 1764 | 1699 | 65   | Playoffs      |
| 6    | MTV Herzöge Wolfenbüttel   | 22 | 13 | 9  | 26   | 1765 | 1715 | 50   | Playoffs      |
| 7    | Baskets Akademie Weser     | 22 | 10 | 12 | 20   | 1646 | 1633 | 13   | Playoffs      |
| 8    | Itzehoe Eagles             | 22 | 9  | 13 | 18   | 1818 | 1853 | -35  | Playoffs      |
| 9    | SC Rist Wedel              | 22 | 9  | 13 | 18   | 1656 | 1715 | -59  |               |
| 10   | ETB SW Essen               | 22 | 8  | 14 | 16   | 1633 | 1772 | -139 |               |
| 11   | RSV Eintracht Stahnsdorf   | 22 | 6  | 16 | 12   | 1643 | 1821 | -178 |               |
| 12   | Cux Baskets                | 22 | 5  | 17 | 10   | 1648 | 1759 | -111 |               |

#### Sul
| Pos. | Clube                    | J  | V  | D  | Pts. | PF    | PC   | Dif. | Classificação |
| ---- | ------------------------ | -- | -- | -- | ---- | ----- | ---- | ---- | ------------- |
| 1    | Scanplus Baskets         | 22 | 18 | 4  | 36   | 1.911 | 1613 | 298  | Playoffs      |
| 2    | Gieẞen 46ers II          | 22 | 16 | 6  | 32   | 1.799 | 1646 | 153  | Playoffs      |
| 3    | Dragons Rhöndorf         | 22 | 15 | 7  | 30   | 1.761 | 1689 | 72   | Playoffs      |
| 4    | Iserlohn Kangaroos       | 22 | 15 | 7  | 30   | 1.717 | 1670 | 47   | Playoffs      |
| 5    | Fraport Skyliners Junior | 22 | 13 | 9  | 26   | 1.659 | 1661 | -2   | Playoffs      |
| 6    | EN Baskets Schwelm       | 22 | 11 | 11 | 22   | 1.695 | 1768 | -73  | Playoffs      |
| 7    | Dresden Titans           | 22 | 10 | 12 | 20   | 1.643 | 1671 | -28  | Playoffs      |
| 8    | Giants Leverkusen        | 22 | 10 | 12 | 20   | 1.726 | 1775 | -49  | Playoffs      |
| 9    | FC Bayern München II     | 22 | 8  | 14 | 16   | 1.594 | 1619 | -25  |               |
| 10   | TG s.Oliver Würzburg     | 22 | 6  | 16 | 12   | 1.552 | 1662 | -110 |               |
| 11   | BBC Coburg               | 22 | 6  | 16 | 12   | 1.706 | 1770 | -64  |               |
| 12   | Kit SC Gequos            | 22 | 4  | 18 | 8    | 1.526 | 1745 | -219 |               |

## Playoffs
|  | Oitavas de final           | Oitavas de final           |     |                  | Quartas de final | Quartas de final |  |                    | Semifinais | Semifinais |  |                   | Final | Final |
|  |                            |                            |     |                  |                  |                  |  |                    |            |            |  |                   |       |       |
|  | Artland Dragons            | 2                          |     |                  |                  |                  |  |                    |            |            |  |                   |       |       |
|  | Bayer Giants Leverkusen    | 1                          |     |                  |                  |                  |  |                    |            |            |  |                   |       |       |
|  | Bayer Giants Leverkusen    | 1                          |     | Artland Dragons  | 0                |                  |  |                    |            |            |  |                   |       |       |
|  |                            |                            |     | Artland Dragons  | 0                |                  |  |                    |            |            |  |                   |       |       |
|  |                            | Iserlohn Kangaroos         | 2   |                  |                  |                  |  |                    |            |            |  |                   |       |       |
|  | Iserlohn Kangaroos         | Iserlohn Kangaroos         | 2   | 2                |                  |                  |  |                    |            |            |  |                   |       |       |
|  | Iserlohn Kangaroos         |                            |     | 2                |                  |                  |  |                    |            |            |  |                   |       |       |
|  | Lok Bernau                 | 0                          |     |                  |                  |                  |  |                    |            |            |  |                   |       |       |
|  | Lok Bernau                 | 0                          |     |                  |                  |                  |  | Iserlohn Kangaroos | 0          |            |  |                   |       |       |
|  |                            |                            |     |                  |                  |                  |  | Iserlohn Kangaroos | 0          |            |  |                   |       |       |
|  |                            | Rostock Seawolves          | 2   |                  |                  |                  |  |                    |            |            |  |                   |       |       |
|  | Gießen 46ers               | Rostock Seawolves          | 2   | 2                |                  |                  |  |                    |            |            |  |                   |       |       |
|  | Gießen 46ers               |                            |     | 2                |                  |                  |  |                    |            |            |  |                   |       |       |
|  | Baskets Akademie Weser     | 0                          |     |                  |                  |                  |  |                    |            |            |  |                   |       |       |
|  | Baskets Akademie Weser     | 0                          |     | Gießen 46ers     | 1                |                  |  |                    |            |            |  |                   |       |       |
|  |                            |                            |     | Gießen 46ers     | 1                |                  |  |                    |            |            |  |                   |       |       |
|  |                            | Rostock Seawolves          | 2   |                  |                  |                  |  |                    |            |            |  |                   |       |       |
|  | Rostock Seawolves          | Rostock Seawolves          | 2   | 2                |                  |                  |  |                    |            |            |  |                   |       |       |
|  | Rostock Seawolves          |                            |     | 2                |                  |                  |  |                    |            |            |  |                   |       |       |
|  | En Baskets Schwelm         | 0                          |     |                  |                  |                  |  |                    |            |            |  |                   |       |       |
|  | En Baskets Schwelm         | 0                          |     |                  |                  |                  |  |                    |            |            |  | Rostock Seawolves | 161   |       |
|  |                            |                            |     |                  |                  |                  |  |                    |            |            |  | Rostock Seawolves | 161   |       |
|  |                            | scanplus Baskets           | 178 |                  |                  |                  |  |                    |            |            |  |                   |       |       |
|  | scanplus Baskets           | scanplus Baskets           | 178 | 2                |                  |                  |  |                    |            |            |  |                   |       |       |
|  | scanplus Baskets           |                            |     | 2                |                  |                  |  |                    |            |            |  |                   |       |       |
|  | Itzehoe Eagles             | 0                          |     |                  |                  |                  |  |                    |            |            |  |                   |       |       |
|  | Itzehoe Eagles             | 0                          |     | scanplus Baskets | 2                |                  |  |                    |            |            |  |                   |       |       |
|  |                            |                            |     | scanplus Baskets | 2                |                  |  |                    |            |            |  |                   |       |       |
|  |                            | VfL SparkassenStars Bochum | 1   |                  |                  |                  |  |                    |            |            |  |                   |       |       |
|  | VfL SparkassenStars Bochum | VfL SparkassenStars Bochum | 1   | 2                |                  |                  |  |                    |            |            |  |                   |       |       |
|  | VfL SparkassenStars Bochum |                            |     | 2                |                  |                  |  |                    |            |            |  |                   |       |       |
|  | Fraport Skyliners          | 1                          |     |                  |                  |                  |  |                    |            |            |  |                   |       |       |
|  | Fraport Skyliners          | 1                          |     |                  |                  |                  |  | scanplus Baskets   | 2          |            |  |                   |       |       |
|  |                            |                            |     |                  |                  |                  |  | scanplus Baskets   | 2          |            |  |                   |       |       |
|  |                            | FC Schalke 04              | 1   |                  |                  |                  |  |                    |            |            |  |                   |       |       |
|  | FC Schalke 04              | FC Schalke 04              | 1   | 2                |                  |                  |  |                    |            |            |  |                   |       |       |
|  | FC Schalke 04              |                            |     | 2                |                  |                  |  |                    |            |            |  |                   |       |       |
|  | Dresden Titans             | 0                          |     |                  |                  |                  |  |                    |            |            |  |                   |       |       |
|  | Dresden Titans             | 0                          |     | FC Schalke 04    | 2                |                  |  |                    |            |            |  |                   |       |       |
|  |                            |                            |     | FC Schalke 04    | 2                |                  |  |                    |            |            |  |                   |       |       |
|  |                            | MTV Herzöge Wolfenbüttel   | 1   |                  |                  |                  |  |                    |            |            |  |                   |       |       |
|  | Dragons Rhöndorf           | MTV Herzöge Wolfenbüttel   | 1   | 0                |                  |                  |  |                    |            |            |  |                   |       |       |
|  | Dragons Rhöndorf           |                            |     | 0                |                  |                  |  |                    |            |            |  |                   |       |       |
|  | MTV Herzöge Wolfenbüttel   | 2                          |     |                  |                  |                  |  |                    |            |            |  |                   |       |       |

## Playoffs de rebaixamento

### Norte
| Pos. | Clube            | J  | V  | D  | Pts. | PF   | PC   | Dif. | Classificação                 |
| ---- | ---------------- | -- | -- | -- | ---- | ---- | ---- | ---- | ----------------------------- |
| 1    | SC Rist Wedel    | 28 | 12 | 16 | 24   | 2095 | 2130 | -35  | Permanência                   |
| 2    | ETB SW Essen     | 28 | 11 | 17 | 22   | 2121 | 2294 | -173 | Permanência                   |
| 3    | RSV Eintracht    | 28 | 10 | 18 | 20   | 2132 | 2309 | -177 | Rebaixado para a Regionalliga |
| 4    | Cuxhaven Baskets | 28 | 7  | 21 | 14   | 2139 | 2241 | -102 | Rebaixado para a Regionalliga |

### Sul
| Pos. | Clube                | J  | V  | D  | Pts. | PF   | PC   | Dif. | Classificação                 |
| ---- | -------------------- | -- | -- | -- | ---- | ---- | ---- | ---- | ----------------------------- |
| 1    | TG s.Oliver Würzburg | 28 | 11 | 17 | 22   | 2046 | 2088 | -42  | Permanência                   |
| 2    | FC Bayern München II | 28 | 10 | 18 | 20   | 2022 | 2073 | -51  | Permanência                   |
| 3    | BBC Coburg           | 28 | 9  | 19 | 18   | 2175 | 2249 | -74  | Rebaixado para a Regionalliga |
| 4    | KIT SC GEQUOS        | 28 | 6  | 22 | 12   | 1965 | 2216 | -251 | Rebaixado para a Regionalliga |

## Promoção e rebaixamento

### Promovidos para aPro A
- Finalistas da competição: Rostock Seawolves, scanplus baskets

### Rebaixados pósPlaydowns
- KIT SC GEQUOS, Cuxhaven Baskets, RSV Eintracht, BBC Coburg

## Artigos relacionados
- Bundesliga
- 2.Bundesliga ProA
- Regionalliga
- Seleção Alemã de Basquetebol